# Apoclea inarticulata
Apoclea inarticulata är en tvåvingeart som beskrevs av Theodor 1980. Apoclea inarticulata ingår i släktet Apoclea och familjen rovflugor.
Artens utbredningsområde är Israel. Inga underarter finns listade i Catalogue of Life.